# バティル・ブサコフ
バティル・ブサコフ （1957年 - ）は、トルクメニスタンの政治家、軍人。少将。元国家保安相。

## 経歴
大統領保安庁副長官を経て、2002年9月まで特殊施設担当内務次官。
2002年9月～2003年11月、国家保安相。
2003年11月、国家外国市民登録庁副長官。

## パーソナル
トルクメンバシ勲章（2003年1月）を受章。